# 44001 Jonquet
44001 Jonquet è un asteroide della fascia principale. Scoperto nel 1997, presenta un'orbita caratterizzata da un semiasse maggiore pari a 3,0797139 au e da un'eccentricità di 0,1593917, inclinata di 4,74932° rispetto all'eclittica.
L'asteroide è dedicato all'astronomo francese Pierre Jonquet.